# Nimlot (főpap)

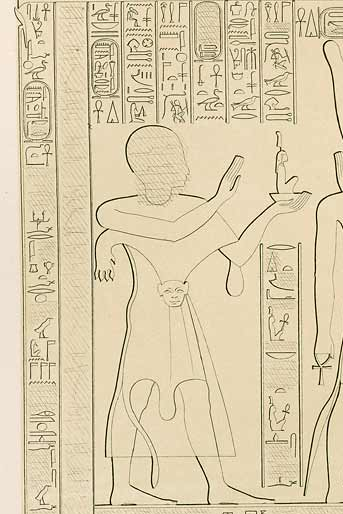
Nimlot unokája, Oszorkon. Nimlotot a fölötte lévő felirat említi

Nimlot (Nemaret) ókori egyiptomi herceg és főpap volt a XXII. dinasztia idején; Ámon thébai főpapja volt apja, II. Oszorkon fáraó uralkodása alatt.

## Élete
Paszenhór sztéléjéről tudni, hogy Nimlot II. Oszorkon fáraó és Dzsedmuteszanh királyné fia volt. Már főpappá válása előtt is számos fontos pozíciót betöltött: nemesember, Felső-Egyiptom kormányzója, tábornok, a hadsereg vezetője, Herisef főpapja, Per-Szehemheperré és Hérakleopolisz kormányzója volt; ezeket a címeket egy, Oszorkon 16. évére datált sztélén sorolják fel, mely ma a kairói Egyiptomi Múzeumban található (JdE 45327). Valamivel később Ámon főpapja lett Thébában, és Hérakleopolisz kormányzását valamelyik fiára hagyta.
Főpap korából nincsenek feljegyzések, ezért valószínű, hogy rövid ideig volt hatalmon. Még apja uralkodása alatt meghalt, mert Oszorkon uralkodásának vége felé már fia, Takelot (a későbbi II. Takelot fáraó) volt Ámon főpapja. Ezt a karnaki J templom reliefjei bizonyítják, melyeken Takelot főpapot ábrázolják egy vallási szertartáson, és II. Oszorkont nevezik meg Egyiptom hatalmon lévő uralkodójaként.  Ez a templom Oszorkon uralkodásának utolsó éveiben épült.

## Családja

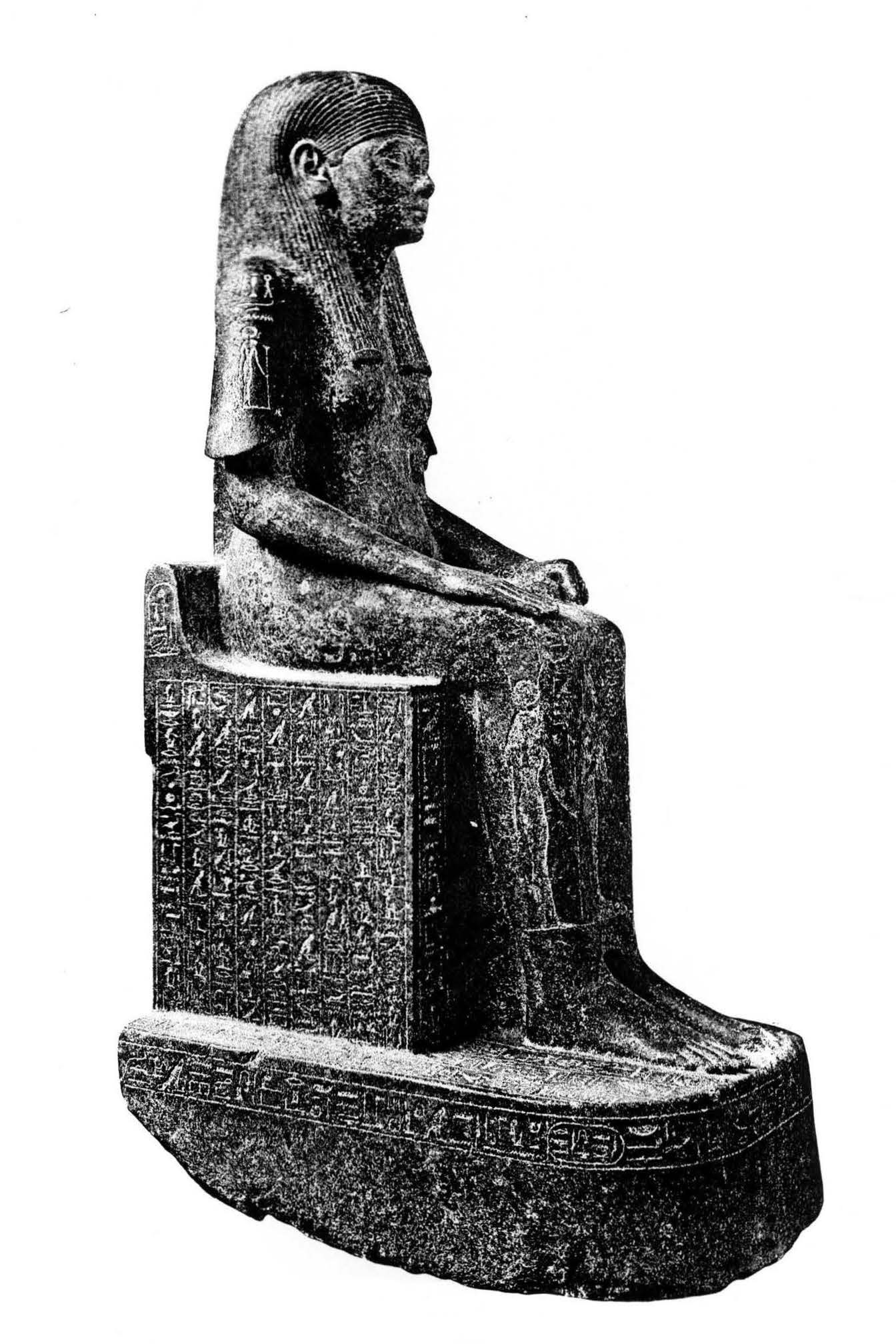
Leánya, Sepenszopdet ülőszobra. Egyiptomi Múzeum, Kairó, CG42228

Nimlot családját több helyen említik. Feleségét Tentszepehnek hívták, ismert gyermekei:
- Takelot, utódja Ámon thébai főpapjaként, később fáraó;[10]
- Karomama, fivére, Takelot nagy királyi hitvese;[11]
- Dzsedptahefanh (vagy Ptahudzsanhef), tábornok, apja utódja Hérakleopolisz kormányzójaként;[12]
- Sepenszopdet, egy szobra maradt fenn, emellett veje, Nahtefmut vezír sztéléjéről ismert; férje Hór, leánya Tairbasztet, unokájuk Hór vezír.[13]

## Fordítás
- Ez a szócikk részben vagy egészben  a   Nimlot C című angol Wikipédia-szócikk ezen változatának fordításán alapul.  Az eredeti cikk szerkesztőit annak laptörténete sorolja fel. Ez a jelzés csupán a megfogalmazás eredetét és a szerzői jogokat jelzi, nem szolgál a cikkben szereplő információk forrásmegjelöléseként.